# Соболевка (Брусиловский район)
Со́болевка (укр. Соболівка) — село на Украине, основано в 1212 году, находится в Брусиловском районе Житомирской области.
Код КОАТУУ — 1820985301. Население по переписи 2001 года составляет 358 человек. Почтовый индекс — 12640. Телефонный код — 4162. Занимает площадь 57,85 км².

## Адрес местного совета
12640, Житомирская область, Брусиловский р-н, с.Соболевка, ул.Центральная, 29; тел. 2-92-35